# SPICA
SPICA（Space Infra-Red Telescope for Cosmology and Astrophysics，即宇宙学与天体物理空间红外望远镜的缩写）是日本宇宙航空研究开发机构和美国国家航空航天局、歐洲太空總署的合作项目，它将取代AKARI红外望远镜，成为新一代的中远红外波段望远镜。SPICA将和以近中红外波段为主要观测区间的詹姆斯·韦伯太空望远镜(JWST)在红外太空观测项目中形成互补之势。
SPICA计划在2009年仍然处于会议讨论阶段。预计SPICA将在2017年由日本H-2A运载火箭发射升空，并与JWST一样放置于地球背向太阳的后面150万千米的第二拉格朗日点。

## 构造和设备
SPICA采用口径3.5米的单镜面反射望远镜，主镜将采用碳化硅材料，并可能加入碳纤维以增加镜面的韧性。此外，SPICA将不携带制冷剂，而是和詹姆斯·韦伯太空望远镜一样完全依靠被动制冷(即在太空中自然冷却)和机械制冷的方式。使用碳化硅和不携带制冷剂两种设计将减轻望远镜的重量。目前估计SPICA的发射重量为2,600千克 。
SPICA的观测设备有：
- SAFARI：工作波段在35－210微米的摄谱仪，同时也可以作为远红外相机(由欧洲太空总署提供)，用于拍摄天体的红外光谱；
- 星冕仪：工作波段在5－20微米的星冕仪，可以观看明亮天体附近的暗弱目标，用于寻找太阳系外行星；
- 工作波段在4－40微米的高分辨率摄谱仪；
- 工作波段在10－100微米的低分辨率摄谱仪；

## 任务
SPICA的任务顾名思义就是在宇宙学和天体物理领域进行更加深入的研究。具体内容为：
- 星系的诞生和演化。
- 恒星和行星系的诞生和演化。
- 星际物质的演化。